# 로드 (소설)
《로드》(The Road)는 미국의 작가 코맥 매카시 (Cormac McCarthy)의 소설이다. 2007년 픽션 부문으로 퓰리처상을 수상했다.
한국에는 2008년 문학동네에서 정영목의 번역으로 출판되었다. 이 작품은 2009년 할리우드에서 재난영화로 만들어졌다.

작품 속에서 시간과 공간이 특정되지는 않았지만 현재(혹은 근미래)의 지구 모습을 보여준다. 세상은 어떤 이유인지 전지구적 규모의 재난을 당했고 살아남은 사람은 원시와 야만의 시대를 살아가야한다. 아버지와 어린 아들은 추위를 피해 남으로 길을 떠나고 그 과정에서 끔찍한 광경을 목격하게 된다.

## 줄거리
로드는 알 수 없는 재난으로 지구상의 거의 모든 생명체와 문명이 사라진 몇 년 후, 종말을 맞은 땅을 지나 바다를 향해 아버지와 아들이 함께 여행을 하는 내용이다. 세상은 극도로 황량하고 재로 뒤덮여 태양도 가려져있다. 마스크 없이 숨쉬기가 힘들고, 살아있는 식물이라고는 찾아볼 수가 없다. 남아있던 문명의 잔재들은 이미 식인무리들이나 유목민들에 의해 많이 사라졌고, 대도시의 폐기물들도 거의 고갈된 것이나 다름없다. 그들이 머무는 곳에서 겨울을 날 수 없다는 것을 깨달은 아버지는 아들과 함께 황량한 땅을 지나 바다로 가기로 한다. 언젠가는 자신과 같은 “좋은 사람들”을 찾을 수 있다는 희미한 희망 하나로 버텨 나간다.
이야기가 시작되기 전, 아들을 임신한 어머니는 재난 당시 아무런 희망도 없고 절망 뿐인 상황을 이기지 못해 몇 번이나 자살을 시도한다. 아버지는 매일 아침 기침을 하며 피를 쏟아내 자신이 죽어가고 있음을 깨닫는다. 그는 끝도 없는 공격과 사냥, 굶주림의 위협에서 아들을 보호하려 고군분투한다. 또한 다른 방랑자들을 도우려는 아들의 순수한 마음이 아버지에게는 위험하게만 보인다. 두 개의 총알이 장전된 권총은 필요에 따라 호신용 또는 자살용이 될 것이다. 어려움 속에서도 아버지와 아들은 오로지 세상 전부인 서로에게 의지한다. 인간의 마음 속 깊이 어딘가에는 인류애가 남아있다는 막연한 믿음 뿐인 아버지와 진실된 믿음을 버리지 않는 아들. 두 사람은 계속해서 자신들이 “‘불을 가진’ 좋은 사람들”이라는 말을 되뇐다.
여정 중에 두 사람은 음식을 훔치고, 식인부랑자무리와 마주치기도 한다. 꼬챙이에 꽂힌 채로 구워지고 있는 신생아, 포로로 잡혀 식량으로 사육되고 있는 사람들을 목격하는 등 뜻하지 않은 공포와 싸운다. 남쪽을 향하던 아버지와 아들은 결국 바다에 다다르지만, 날씨나 음식여건은 조금도 나아지지 않는다. 온갖 어려움으로부터 아들을 보호하는 데에는 성공했으나 아버지의 역할은 거기까지가 전부였다. 결국 아버지는 병을 이기지 못하고 아들을 덩그러니 혼자 남겨둔 채 죽게 된다. 삼일 후, 절망에 빠진 이 소년은 아버지와 자신을 따라 온 한 남자를 만난다. 이 남자에게는 부인과 두 아이가 있는데, 소년을 데려와 가족으로 맞이한다. 두 아이 중 하나는 여자아이로, 절망적인 조건 속에서도 인류의 미래에 대한 가능성을 암시한다. 짧은 에필로그는 환경의 변화 속에서도 사라지지 않는 것들과 자연에 대한 고찰을 담고 있다.